# الطبيعة غير المكتملة
كيف ظهر العقل من المادة، هو كتاب صدر عام 2011 من تأليف عالم الأنثروبولوجيا البيولوجية تيرينس ديكون. يغطي الكتاب مواضيع في علم الأحياء وفلسفة العقل وأصول الحياة. على نطاق واسع، يسعى الكتاب إلى شرح «حول» بشكل طبيعي، أي مفاهيم مثل القصد والمعنى والمعيارية والغرض والوظيفة؛ والتي يجمعها معًا ويصنفها على أنها ظواهر حيوية.

## الفكرة الأساسية
ركز كتاب ديكون الأول، (الأنواع الرمزية) على تطور اللغة البشرية. يلاحظ ديكون في هذا الكتاب، أن الكثير من الغموض المحيط بأصول اللغة يأتي من ارتباك عميق حول طبيعة العمليات السيميائية نفسها. وفقًا لذلك، يتحول تركيز الطبيعة غير المكتملة من الأصول البشرية إلى أصل الحياة والإنصاف. يمكن النظر إلى الطبيعة غير المكتملة على أنها مساهمة كبيرة في مجموعة العمل المتنامية التي تفترض أن مشكلة الوعي ومشكلة أصل الحياة مرتبطتان ارتباطًا وثيقًا. يعالج ديكون هاتين المشكلتين المرتبطتين بالعودة إلى الأساسيات. يتوسع الكتاب في المفاهيم الكلاسيكية للعمل والمعلومات من أجل إعطاء سرد للحيوية يتوافق مع المادية الإلغائية ومع ذلك لا يسعى إلى شرح الخصائص غير الفيزيائية للحياة أو تمريرها على أنها ظاهرة مصاحبة.

## الصعوبات
إن أطروحة مركزية الكتاب هي أن الغياب يمكن أن يكون فعالًا. ويزعم ديكون أنه مثلما أدى مفهوم الصفر إلى ثورة في الرياضيات، فإن التفكير في الحياة والعقل والظواهر الأخرى من حيث القيود (أي ما هو غائب) يمكن أن يساعدنا بالمثل في التغلب على الانقسام الاصطناعي لمشكلة جسم العقل. ومن الأمثلة الجيدة على هذا المفهوم الثقب الذي يحدد محورعجلة العربة. الثقب في حد ذاته ليس شيئًا ماديًا، بل هو مصدر للقيود التي تساعد على الحد من الإمكانيات التوافقية لمكونات العجلة، بحيث تظهر خاصية التدحرج على نطاق عالمي. قد لا تكون القيود التي تنتج ظواهر ناشئة عملية يمكن فهمها من خلال النظر إلى تكوين مكونات النمط. وتصعب دراسة الظواهر الناشئة لأن تعقيدها لا يتحلل بالضرورة إلى أجزاء. وعندما يجري تفكيك نمط ما، فإن القيود لم تعد قائمة؛ لا يوجد ثقب، ولا يوجد غياب للملاحظة. تخيل محورًا، ثقبًا لمحور، نتجَ فقط عندما تتدحرج العجلة، وبالتالي قد لا يوضح لك كسر العجلة كيف يظهر المحور.

## متعامد ومتناقض
ويلاحظ ديكون أن الأنماط السببية الظاهرة التي تظهرها النظم الحية تبدو في بعض النواحي عكس الأنماط السببية للأنظمة غير الحية. وفي محاولة لإيجاد حل للمشاكل الفلسفية المرتبطة بالتفسيرات الغائية، يعود ديكون إلى الأسباب الأربعة لأرسطو ويحاول تحديثها بالمفاهيم الديناميكية الحرارية.
تحدث التغيرات التنظيمية داخليًا وهي تغيرات عفوية. أي أن التغيرات المتعاظمة تتولد عن طريق التخلص التلقائي من التفاوتات في نظام ديناميكي حراري في حالة اختلال التوازن. لأن التغيرات المتعامدة مدفوعة بالهندسة الداخلية للنظام المتغير، يمكن النظر إلى الأسباب المتعامدة على أنها مماثلة للأسباب الرسمية لأرسطو. وبشكل أكثر فضفاضة، يمكن اعتبار سبب أرسطو النهائي أيضًا عمودي، لأن الإجراءات الموجهة نحو الهدف تحدث من الداخل.وتفرض التغييرات المتناقضة من الخارج. إنها تغييرات غير تلقائية. ويحدث التغير المتناقض عندما يتفاعل نظام ترموديناميكي مع التغيرات المتعامدة لنظام ترموديناميكي آخر. حيث يدفع تفاعل النظام الأول إلى طاقة أعلى، وحالة غير متناظرة أكثر.وإن التغيرات المتناقضة مجدية. لأنها تكون مدفوعة بالتفاعلات الخارجية مع نظام متغير آخر، يمكن النظر إلى الأسباب المتناقضة على أنها مماثلة للأسباب الفعالة لأرسطو.

## الديناميكا الحيوية والتشاركية والبصرية
خصص الكثير من الكتاب للتوسع في أفكار الديناميكا الحرارية الكلاسيكية، مع مناقشة موسعة حول كيف يمكن أن تتفاعل باستمرار بعيدا عن أنظمة التوازن وتندمج لإنتاج خصائص ناشئة جديدة.
يحدد ديكون ثلاثة مستويات متداخلة هرميًا من الأنظمة الديناميكية الحرارية: تتحد الأنظمة الديناميكية المتجانسة لإنتاج أنظمة مورفو ديناميكية، والتي تتحد لإنتاج أنظمة تيلو ديناميكية. ويمكن دمج الأنظمة الديناميكية عن بعد بشكل أكبر لإنتاج أوامر أعلى من التنظيم الذاتي.

### الديناميكا الحرارية
أنظمة الديناميكا الحرارية هي أساسا مكافئة للأنظمة الديناميكية الحرارية الكلاسيكية مثل الغاز تحت الضغط أو المذاب في المحلول، ولكن هذا المصطلح يخدم للتأكيد على أن الديناميكا المتجانسة هي عملية مجردة يمكن إدراكها في أشكال خارج نطاق الديناميكا الحرارية الكلاسيكية. فعلى سبيل المثال، يمكن اعتبار نشاط الدماغ المنتشِر الذي يرتبط عادة بالحالات العاطفية نظاماً ديناميكياً متماثلاً لأن هناك حالة توازن عامة تتوزع عليها مكوناته (النشاط العصبي)، بشكل عام، فإن نظام الديناميكا المتجانسة هو أي مجموعة من المكونات التي ستزيل القيود تلقائيًا عن طريق إعادة ترتيب الأجزاء حتى تصل إلى حالة الانتروبيا القصوى (الارتباك).

#### مورفو ديناميكا
يتكون النظام المورفو ديناميكي من اقتران نظامين ديناميكيين متجانسين بحيث يكمل تبديد القيد كل منهما الآخر، مما ينتج عنه ترتيب عياني من التفاعلات المجهرية. تتطلب الأنظمة المورفو ديناميكية اضطرابًا مستمرًا للحفاظ على بنيتها، لذا فهي نادرة نسبيًا في طبيعتها. خلية رايلي بينارد هي المثال النموذجي للنظام المورفود يناميكي. ومن الأمثلة الشائعة الأخرى تشكيل ندفة الثلج والدوامات والانبعاث المحفز لضوء الليزر.